# ساندي سميث
ساندي سميث (بالإنجليزية: Sandy Smith)‏ هو فنان بريطاني، ولد في 2 أغسطس 1983 في دنبار في المملكة المتحدة.